# Rye Sogn
Rye Sogn er et sogn i Lejre Provsti (Roskilde Stift).
I 1800-tallet var Kirke Sonnerup Sogn anneks til Rye Sogn. Begge sogne hørte til Voldborg Herred i Roskilde Amt. Rye-Sonnerup sognekommune blev ved kommunalreformen i 1970 indlemmet i Bramsnæs Kommune, der ved strukturreformen i 2007 indgik i Lejre Kommune.
I Rye Sogn ligger Rye Kirke.
I sognet findes følgende autoriserede stednavne:
- Bramsnæs (areal, ejerlav)
- Dejligheden (areal)
- Ejby (bebyggelse, ejerlav)
- Ejby Strand (bebyggelse)
- Fiskerhuse (bebyggelse)
- Jenslev (bebyggelse, ejerlav)
- Langtved (bebyggelse, ejerlav)
- Lille Langtved (bebyggelse)
- Rye (bebyggelse, ejerlav)
- Troldby (bebyggelse)
- Åhusene (bebyggelse)